# Бородаївські Хутори
Борода́ївські Хутори́ — село в Україні, у Кам'янському районі Дніпропетровської області Дніпропетровської області. Населення за переписом 2001 року складало 310 осіб. Входить до складу Верхньодніпровської міської громади.

## Географія
Розташоване в північно-західній частині області на лівому березі річки Домоткань. За 3 кілометри на північ від села — правий берег Дніпра. Сусідні населені пункти: Заріччя на сході, Василівка на заході. Поруч проходить автомобільна дорога Н08.

## Історія
Засноване у другій половині 19 століття.
Під час організованого радянською владою Голодомору 1932—1933 років померло щонайменше 84 жителі села.
В часи радянської влади було центром Зарічанської сільської ради. У 1967 році тут розміщувалась центральна садиба колгоспу ім. Калініна, працювали школа, клуб, бібліотека. Населення становило 519 жителів. Згодом сільська рада була перенесена у Заріччя.

## Сьогодення
Дієвих підприємств, освітніх закладів у Бородаївських Хуторах немає. Є ФАП. На деяких вулицях є водопровід та водовідведення.

## Населення

### Мова
Розподіл населення за рідною мовою за даними перепису 2001 року:
| Мова       | Кількість | Відсоток |
| ---------- | --------- | -------- |
| українська | 292       | 94.19%   |
| російська  | 18        | 5.81%    |
| Усього     | 310       | 100%     |

## Відомі люди
Відомим уродженцем села є Пойда Дмитро Павлович (1908-1992) — професор, доктор історичних наук.